# Partit Radical Transnacional
El Partit Radical No-violent Transnacional i Transpartit (també conegut simplement com el Partit Radical Transnacional) és un partit polític i organització no governamental, amb representació a la seu de les Nacions Unides, que es defineix com:
"Una associació de ciutadans, parlamentaris i membres del govern de diferents nacionalitats que tenen la intenció d'utilitzar mitjans no-violents per crear un òrgan eficaç de la legislació internacional sobre els individus i l'afirmació de la democràcia i la llibertat a tot el món."
El president d'honor és Sergio Stanzani, elegit pel Congrés a Roma el 2011, Secretari: Demba Traoré, Tresorer Maurizio Turco. El president del Senat és el líder històric Marco Pannella.
El partit sovint advoca per l'ús de l'esperanto en la seva literatura, elaborant-ne material didàctic.

## Història
El principi del partit és el 1955 quan una facció liberal progressista del Partit Liberal Italià (Partito Liberale Italiano) va formar el Partit Radical (Partito Radicale). El 1988, el partit es va transformar en el Partit Radical Transnacional. El 1992, el partit es va reorganitzar a nivell italià que Llista Pannella (Lista Pannella), on la seva figura més important era Marco Pannella.
El maig de 2003 Olivier Dupuis va dimitir del seu càrrec de secretari del partit, a causa de serioses diferències polítiques amb el líder Marco Pannella. El partit és dirigit actualment per un comitè provisional, conegut com el "Senat" (Senato), dirigit pel mateix Marco Pannella, juntament amb altres membres del partit.